# Заградски чинар
Заградският чинар, известен още като Гърменски чинар, е вековно дърво на приблизителна възраст 650 години, в махалата Заграде на неврокопското село Гърмен, България. Дървото е едно от двете дървета, известни като „Заградски чинари“, забележителност на селото.

## Местоположение
Заградските чинари се намират в дясно от пътя Гоце Делчев – Марчево, община Гърмен, в Гоцеделчевската котловина, на около половин километър асфалтов път западно от село Гърмен, в Заграде, днес квартал на Гърмен. Заградският чинар се намира на половин километър от центъра на селото.

## История и описание
Заградският чинар е от вида източен чинар (platanus orientalis). Има височина от около 24 метра и е с дебелина на ствола 10,46 метра. Дървото е на възраст около 600 години. Заградските чинари са двойка вековни дървета, намиращи се в съседство. Обявени са за защитени заради възрастта, размерите и красотата си. В 1968 година Заградският чинар е на възраст около 600 години и е определен за защитен вид. По това време оценката за по-малкото дърво е, че е на около 300 години. По-младото дърво е почти с размерите на по-възрастното. И двете са в добро състояние.
Чинарът печели конкурса на фондация „Екообщност“ „Дърво с корен“ за България в 2010 година, след което се класира в 2011 година в конкурса Европейско дърво на годината, спечелвайки второ място.